# Johann Karl Wezel
Johann Karl Wezel (Sondershausen, 31 ottobre 1747 – Sondershausen, 28 giugno 1819) è stato un poeta e filosofo tedesco.

## Biografia
Wezel studiò Teologia, Legge, Filosofia e Filologia presso l'Università di Lipsia. Le sue prime influenze filosofiche furono John Locke e Julien Offray de La Mettrie. Dopo aver ricoperto l'incarico di tutore presso le corti di Bautzen e Berlino, Wezel fece lo scrittore freelance. Fece poi un viaggio a Vienna che però non gli giovò molto, in quanto non fu accettato nel locale teatro nazionale. Così si trasferì a Lipsia e nel 1793 a Sondershausen, dove rimase fino alla sua morte nel 1819.
Anche se le sue opere furono molto celebri, Wezel non era popolare al momento della propria morte. Fu solo nella seconda metà del XX secolo che l'autore tedesco Arno Schmidt fece rivivere la sua conoscenza attraverso un saggio (1959).

## Opere
- Filibert und Theodosia (1772)
- Lebensgeschichte Tobias Knauts, des Weisen, sonst der Stammler genannt: aus Familiennachrichten gesammelt (1773–1776)
- Der Graf von Wickham (1774)
- Epistel an die deutschen Dichter (1775)
- Belphegor oder die wahrscheinlichste Geschichte unter der Sonne (1776)
- Herrmann und Ulrike (1780)
- Appellation der Vokalen an das Publikum (1778)
- Die wilde Betty (1779)
- Zelmor und Ermide (1779)
- Tagebuch eines neuen Ehmanns (1779)
- Robinson Krusoe. Neu bearbeitet (1779)
- Ueber Sprache, Wißenschaften und Geschmack der Teutschen (1781)
- Meine Auferstehung (1782)
- Wilhelmine Arend oder die Gefahren der Empfindsamkeit (1782)
- Kakerlak, oder Geschichte eines Rosenkreuzers aus dem vorigen Jahrhunderte (1784)
- Versuch über die Kenntniß des Menschen (1784–1785)